# Die Augen der Mumie Ma
Die Augen der Mumie Ma ist ein deutsches Filmdrama von Ernst Lubitsch aus dem Jahr 1918. Der von Paul Davidsons Projektions-AG Union für die Ufa produzierte Stummfilm ist in vier Akte unterteilt und war nach zahlreichen Filmkomödien Lubitschs erstes dramatisches Werk.

## Handlung
Der junge Maler Albert Wendland ist auf Studienreise in Ägypten und sieht bei einem Spaziergang durch die Wüste eine schöne Einheimische. Am nächsten Tag hört er beiläufig, dass der Fürst Hohenfels eine Ausflug zur Grabkammer der Königin Ma machen möchte, ihm aber davon abgeraten wird, da bislang jeder Besuch dort Unglück gebracht und die Besucher in den Wahnsinn getrieben habe. Eines der „Opfer“ äußert nur „Die Augen leben, die Augen leben“.
Wendland sucht auf dem Kairoer Marktplatz nach einem Führer zum Grab, einige weigern sich prompt. Als er am Grabmal anlangt, empfängt ihn dort der Araber Radu und zeigt ihm das Innere der Grabkammer. Wendland erkennt sofort, dass die „lebenden Augen“ im Wandrelief eine natürliche Ursache haben und entdeckt nach einem kurzen Kampf mit Radu die Einheimische, die er tags zuvor gesehen hatte.
Sie erzählt Wendland die Geschichte, wie sie vor einigen Jahren von Radu an einem See entführt und in diesen Raum der Grabkammer gebracht worden sei und sich nun in seinem Bann befinde. Wendland nimmt die Frau namens Ma mit sich fort. Wenig später entdeckt Fürst Hohenfels bei seinem Wüstenausflug den erschöpften Radu im Sand und nimmt ihn mit ins Hotel. Radu bietet sich dem Fürsten als Diener an, wenn er ihn mit nach Europa nimmt. Sein Ziel ist jedoch die Wiederauffindung von Ma.
Wendland ist mit Ma nach Europa gereist. Das lebhafte Temperament der Orientalin und ihre Unkenntnis der europäischen Bräuche und Sitten erschwert ihre Einführung in die Gesellschaft. Mit Walzer kann sie nichts anfangen, doch nach einer Vorführung eines orientalischen Tanzes sind die Männer begeistert und sie wird vom Fleck weg für das Varieté Alhambra engagiert.
Fürst Hohenfels, bei dem inzwischen Radu als Diener angestellt ist, besucht eine Veranstaltung mit der Tänzerin Ma. Als sich ihr Blick mit dem Radus trifft, bricht sie auf der Bühne schockiert zusammen. Radu gelangt erst zu ihrer Garderobe, als sie schon nach Hause gebracht wurde.
Bei einer Vernissage sieht Hohenfels ein Bild von Wendland, auf dem Ma abgebildet ist. Er lässt sich die beiden durch den Galeristen vorstellen und lädt sie für den folgenden Tag zur Besichtigung seiner Sammlung ein. Während sich die Männer unterhalten, kommt es zum Aufeinandertreffen von Ma und Radu. Sie sieht ihn hinter sich in einem Spiegel und ist von seinem Blick wie hypnotisiert. Sie benötigt einige Tage Bettruhe, um sich psychisch wieder etwas zu stabilisieren.
In einem Brief, gebracht von Radu, teilt Hohenfels Wendland mit, dass er das Porträt aus der Ausstellung gekauft habe. Ma ist entsetzt und fleht ihren Mann an, den Erwerb des Bildes rückgängig zu machen. Dieser geht in der Angelegenheit zu Hohenfels. Währenddessen dringt Radu, angestachelt vom Anblick Mas auf dem Gemälde, bei Wendland ein, um Ma zu erdolchen. Doch sie stirbt vor Angst in seinen Armen und Radu richtet sich selbst. Wendland und Hohenfels kommen zu spät, sie finden die Toten.

## Hintergrund
Dekoration und Ausstattung des Films stammen von Kurt Richter. Die Außenaufnahmen für die Szenen in der ägyptischen Wüste entstanden in den Rüdersdorfer Kalkbergen. Der Film hatte am 3. Oktober 1918 in Berlin Premiere.

## Kritiken
Die Germanistikprofessorin und Lubitsch-Biografin Herta-Elisabeth Renk meint, Pola [Negri] strahle in diesem Film eine animalische Magie aus, vor der Liedtke zur Käthe-Kruse-Puppe und Jannings zum Schachterlteufel schrumpfe.